# Ejido México de Oriente
Ejido México de Oriente är en ort i Mexiko.   Den ligger i kommunen Culiacán och delstaten Sinaloa, i den västra delen av landet, 1 000 km nordväst om huvudstaden Mexico City. Ejido México de Oriente ligger 12 meter över havet och antalet invånare är 152.
Terrängen runt Ejido México de Oriente är platt. Runt Ejido México de Oriente är det ganska tätbefolkat, med 155 invånare per kvadratkilometer. Närmaste större samhälle är La Constancia, 3,0 km nordväst om Ejido México de Oriente. Trakten runt Ejido México de Oriente består till största delen av jordbruksmark.